# ژیل سیمون
ژیل سیمون (به فرانسوی: Gilles Simon) (زاده ۲۷ دسامبر ۱۹۸۴ - نیس) تنیس‌باز اهل کشور فرانسه است.
سیمون در مسابقات بین‌المللی مهمی شرکت کرده است که می‌توان به صعود وی به مرحله یک تیمه نهایی مسترز کاپ و همجنین مرحله یک چهارم نهایی مسابقات تنیس آزاد استرالیا اشاره کرد، بهترین رتبه وی در رتبه‌بندی جهانی تنیس ۶ (۵ ژانویه ۲۰۰۹) بوده است.